# 7 Pułk Kawalerii
7 pułk kawalerii (ang. 7th Cavalry Regiment) – pułk armii Stanów Zjednoczonych, utworzony w 1866 roku.

## Struktura organizacyjna
Skład 2019
- 1 szwadron „Garryowen”
  - troops HHT, A, B, C, dołączona kompania D z 15 BSB 2 ABCT 1 Dywizji Kawalerii[1]
- 2 batalion „Ghosts”
  - kompanie HHC, A, B, C, D, dołączona kompania G z 215 BSB 3 ABCT 1 Dywizji Kawalerii[2]
- 5 szwadron „Warpaint”
  - troops HHT, A, B, C, dołączona kompania D z 3 BSB 4 ABCT 3 Dywizji Piechoty w Fort Stewart w Georgii[3]